# Medalha Castelao
A Medalha Castelao (em galego:  Medalla Castelao) é uma condecoração de carácter civil atribuída pela Junta da Galiza, o governo autónomo da Galiza, Espanha, para homenagear pessoas ou instituições que desenvolveram, dentro ou fora da Galiza, uma obra artística, literária, cultural, científica ou em qualquer outra linha que o faça merecedor desta distinção.

## Conceção
Foi criada em 1984 para marcar o regresso dos restos mortais de Castelao à Galiza, no dia 28 de junho do mesmo ano, para que pudesse ser enterrado no Panteão dos Galegos Ilustres, de Santiago de Compostela. É concedida por acordo da Junta da Galiza, após uma proposta prévia das instituições e entidades galegas, seja a pessoas ou organismos, com a única condição de que não pode ser concedida a título póstumo. De acordo com o decreto de criação da medalha:
(...) a perfeição, o simbolismo ou a transcendência das obras é o reflexo de um trabalho conscientemente realizado com esforço e com fé na cultura, na história e no ser de um povo.
O distintivo da Medalha Castelao mede cinquenta milímetros no seu eixo maior e três e seis no menor. No seu anverso, retrata a cruz desenhada por Castelao para ilustrar seu livro As cruces de pedra na Galiza, que inclui um estudo detalhado que descreve a história, significado e tipologia dos cruzeiros galegos. A cruz é colocada sobre um fundo azul com a forma de três quartos de um circulo, sendo acompanhada da lenda "Deus fratresque Gallaeciae", que em latim significa Deus protege a Galiza. No reverso, mostra-se gravado o nome da pessoa distinguida e a data de concessão. A medalha é fixada por um cordão duplo, torcido, branco e azul, cujas cores são da bandeira da Galiza. As Medalhas Castelao são concedidas todos os anos a um número variável de pessoas.

## Lista de galardoados
| Ano  | Galardoados |
| ---- | --- |
| 1984 | Ricardo Carvalho Calero Xosé Filgueira Valverde Ánxel Fole Antón Fraguas Emilio González López Xaquín Lorenzo Ramón Martínez López Isidro Parga Pondal Valentín Paz-Andrade                                                             |
| 1985 | Xesús Canabal Xosé Fernández López Francisco Fernández del Riego Xaime Seixas Ramón Piñeiro López |
| 1986 | Xosé Ramón Fernández-Oxea Xoán Rof Carballo Enrique Vidal Abascal Euloxio Gómez Franqueira Ramiro Isla Couto |
| 1987 | Manuel Beiras Xaime Isla Couto Ramón García Briones Manuel Meilán Martínez Maruxa Méndez Xulio Prieto Nespereira |
| 1988 | Miguel Anxo Araúxo Iglesias Xosé Neira Vilas Giuseppe Tavani Gonzalo Torrente Ballester María Casares Camilo José Cela Rafael Martínez Cortiña                                                                                          |
| 1989 | María del Carmen Arias Díaz de Rábago Basilio Losada Laxeiro Luis Suárez Fernando Rey Bibiano Fernández Osorio-Tafall |
| 1990 | Elena Quiroga Alejandro de la Sota Luís Moure Mariño Felipe Fernández Armesto José Luis Puente Domínguez José María Acuña López Manuel Torres Martínez                                                                                  |
| 1991 | Manuel Cordo Boullosa Xosé Ramón Barreiro Real Academia Galega de Jurisprudência e Legislação Xosé López Calo Maruxa Villanueva Ignacio Ribas Marqués                                                                                   |
| 1992 | Mario Vázquez Raña Jorge Castillo Antonio Couceiro Tovar Amancio Ortega José Antonio García Caridad Alejandro Outeiriño Nélida Piñon José Regojo Eduardo Sánchez Millares                                                               |
| 1993 | Benigno Moure Leopoldo Nóvoa José Ángel Valente Amado Ricón Paolo Caucci von Saucken Antonio Iglesias Álvarez José Peña Guitián Ramón Vázquez Molezún                                                                                   |
| 1994 | Xesús Ferro Ruibal Andrés Fernández-Albalat Lois Ricardo Pérez Rosón Benito Varela Jácome Xosé Trapero Pardo Marisol Bueno Hipólito de Sá Bravo Ángel Rodríguez González                                                                |
| 1995 | Amancio Prada Luz Pozo Garza Pura Vázquez Roberto Verino Xosé Díaz Jácome Gonzalo Fernández Martínez Eduardo García-Rodeja Fernández Francisco Gómez Xosé Gómez Posada-Curros Rogelio Groba Groba Xosé Sesto López Francisco Leal Ínsua |
| 1996 | Dieter Kremer Manuel Gallego Jorreto Borobó Francisco Río Barja Manuel Sánchez Salorio Pilar Vázquez Cuesta Ramón Varela Núñez Xohana Torres Antonio Meijide Pardo Antonio Pernas Manuel Gómez Álvarez                                  |
| 1997 | María Victoria Fernández-España Ramón Berguer Florentino Cacheda Juan Ramón Díaz-Jácome Casimiro Durán María Victoria de la Fuente Alonso Gregorio Varela Rita Regojo Manuel Remuñán José Antonio Lois Estévez Segundo Hevia            |
| 1998 | José Luis Barros Malvar Luís Caruncho Dionisio Gamallo Fierros Marina Mayoral John Rutherford Julián Trincado José Ignacio Poch Gutiérrez de Caviedes Juan Manuel Pérez López                                                           |
| 1999 | Manuel María Carreira Vérez Xosé Manuel Castelao Bragaña Kina Fernández Carlos García Bayón Xosé Ramón Vázquez Sandes Luis Gras Tous Avelino García Melle Xosé Luís Méndez Rafael Taboada Vázquez Emilio Barcia García-Villamil         |
| 2000 | Carlos Baliñas Francisco Leiro Chus Lago Álvaro Campos Fernando Caldeiro Caínzos Alfonso Zulueta de Haz Elixio Rivas Quintas Xoán Ramón Quintás José Carlos Martínez Pérez Mendaña                                                      |
| 2001 | Javier Riera Amancio Amaro Antonio Pol González Carlos Otero Díaz Ramón Gómez Crespo Arturo López Domínguez Juan José Oliveira Viéitez Fernando Ónega Hipólito Rey Mosquera                                                             |
| 2002 | Juan José Barcia Goyanes Adolfo Domínguez Julio Fernández Rodríguez Blanca Jiménez Alonso María do Carmo Kruckenberg Constantino García Xulio Fernández Gayoso Feliciano Barrera                                                        |
| 2003 | Pedro Campos Fina Casalderrey Gonzalo Rodríguez Mourullo Manuel Mallo Elena Arregui Concepción Teijeiro Revilla Andrés Quintá Cortiñas Natalia Lamas Vázquez                                                                            |
| 2004 | Milladoiro Rosalía Mera Arquivo da Emigração Galega María Dolores Daparte Souto Blanca García Montenegro Xosé González Martínez Manuel Lucas Álvarez Xaime Quessada Juan Vieites Baptista de Sousa Rosa Puente Foglia                   |
| 2005 | María Xosé Cimadevila Luís González Tosar Manuel Jove José Luis Outeiriño Milagros Rey Hombre Darío Villanueva Natasha Vázquez Ruíz Rigoberto Senarega Ernesto Daranas Serrano                                                          |
| 2006 | Avelino Pousa Antelo Olga Gallego Ángel Carracedo |
| 2007 | Fundação Érguete A Nosa Terra Projecto Galiza |
| 2008 | Maximino Zumalave María Inmaculada Paz Andrade Xosé Lois González Vázquez, "O Carrabouxo" |
| 2009 | Marcos Valcárcel Tarsy Carballas Fernando Diz-Lois Luciano García Alén Fernando Pérez-Barreiro Nolla |
| 2010 | Antón Lamazares César Antonio Molina Luz Casal Rosalina Celada Prudencia Santasmarinas |
| 2011 | Roberto Tojeiro Rodríguez Modesto Seara Luís Espada Recarey María del Carmen Porto Antonio Fernández de Buján |
| 2012 | Míchel Salgado Arsenio Iglesias Manuela López Besteiro Federico Martinón Sánchez Román García Varela |
| 2013 | Úrsula Heinze Coral de Ruada Hilda Rodríguez Hijos de Rivera Carlos Núñez Muñoz The Chieftains |
| 2014 | Carmen Fraga Estévez Gaitas Seivane Pilar Iglesias Osorio Juan Carlos Estévez Fernández-Novoa Francisco Javier Pitillas Torras |
| 2015 | Verónica Boquete Giadáns Pepe Domingo Castaño Carlos Fernández-Nóvoa Rede Galega contra o Tráfico de Seres Humanos Vaca Films |
| 2016 | Cántigas da Terra Alfredo Conde Xerardo Estévez María Teresa Miras Portugal Xosé Antonio Vilaboa Barreiro |
| 2017 | Xosé Ramón Gayoso Xusto Beramendi Cristina Pato Centro Oceanográfico de Vigo Grupo Nove |
| 2018 | Isabel Aguirre de Urcola María José Alonso Fernández Jesús Domínguez Fernández Xesús Mato Mato Carteiros rurais da Galiza |
| 2019 | Benedicta Sánchez Jeanne Picard Marisa Crespo Teresa Portela Redeiras da Galiza |
| 2020 | A Roda Amigos do Camiño de Santiago Pilar Cernuda Xosé Manuel Piñeiro Ana Peleteiro |
| 2021 | Santiago Pemán Centro Superior de Hotelaria da Galiza Manuel Vila Xoán Luís Saco Esther Eirós |